# Титова Річка
Титова Річка — поселення XIV століття до н. е та пам'ятка археології місцевого значення на території Новобілоуської громади Чернігівського району (Чернігівська область, Україна).

## Історія
Рішенням виконкому Чернігівської обласної ради народних депутатів від 17.11.1980 № 551 присвоєно статус пам'ятка археології місцевого значення з охоронним № 2855-Чр.

## Опис
Поселення Титова Річка періоду XIV століття до н. е. — VI століття н. е. розташоване в урочищі Титова Річка — за 1,5 км на північний схід від села Деснянка — у витоці струмка, що впадає в річку Білоус. Займає територію вздовж лівого берега струмка площею 400 на 50-100 м. Поселення відкрито 1977 року, в період 1982—1983 років його і розкопували археологи О. В. Шекун і І. А. Бажаном.
У західній частині поселення виявлено кераміку епохи бронзи (сосницька культура, XIV—XI століття до н. е.). У східній частині, поруч із матеріалами епохи бронзи, виявлено кераміку та прясельця милоградсько-підгірцівської культури (V—IV століття до н. е.), зарубинецької культури (рубіж н. е. — I століття), київської культури (III—IV століття). Досліджено 5 будівель зарубинецької та 6 будівель київської культури. Поруч із будівлями виявлено 4 ями-льохи різних форм і розмірів. Житла нижнього горизонту каркасно-стовпової конструкції площею 25-38 м2. Керамічний матеріал — кухонний та столовий посуд — характерний для пізнього етапу зарубинецької культури. Виявлено ножі з горбатою спинкою, прясла (деякі з геометричним орнаментом). Будівлі верхнього горизонту — напівземлянки майже квадратної форми площею від 4 до 22 м2, з центральним опорним стовпом. У деяких спорудах у центральній частині простежується відкрите багаття, вхід — у вигляді вузького коридору зі сходами, а також залишки дерев'яної підлоги. Кераміка — переважно грубі горщики і корчаки. Виявлено 16 цілих і уламки пряселець, а також металеві ножі, бруски, криця.
Шар тшинецької та милоградсько-підгірцівської культур на території розкопок знищено подальшим будівництвом.